# Rústico (conde das escolas)
Rústico (em latim: Rusticus) foi um oficial bizantino do século VI ativo durante o reinado do imperador Anastácio I Dicoro (r. 491–518). Em 508, ao lado do conde dos domésticos Romano, lançou um ataque naval bem-sucedido contra as costas da Itália antes de retornar para Constantinopla.